# Billy Spiller
Pour les articles homonymes, voir Spiller (homonymie).
Pas d'image ? Cliquez ici

a Compétitions nationales et continentales officielles uniquement.

b Matchs officiels uniquement.
Dernière mise à jour le 1 août 2012.
William John Spiller dit Billy Spiller, né le 8 juillet 1886 dans le quartier de St Fagans à Cardiff et mort le 9 juin 1970 dans la même ville, est un joueur gallois de rugby à XV évoluant au poste de centre pour le pays de Galles. Il joue également au cricket.

## Biographie
Billy Spiller joue en club avec le Cardiff RFC de 1905 à 1914 et avec le Glamorgan County RFC et le Pontypridd RFC. Il dispute son premier test match le 5 février 1910 contre l'équipe d'Écosse de rugby à XV. Il dispute son dernier test match contre l'équipe d'Angleterre le 18 janvier 1913. Il joue 10 matchs en équipe nationale, il inscrit quatre essais et un drop. Spiller joue également au cricket.

## Palmarès
- Grand Chelem en 1911

## Statistiques en équipe nationale
- 10 sélections pour le pays de Galles
- 16 points (4 essais et 1 drop)
- Sélections par année : 2 en 1910, 4 en 1911, 3 en 1912, 1 en 1913
- Participation aux Tournois des Cinq Nations en 1910, 1911, 1912, 1913